# Die Gießkanne

Einige Exemplare der Gießkanne

Die Gießkanne war eine „alternative“ Literaturzeitschrift in Deutschland. Sie erschien in insgesamt zehn Ausgaben zwischen 1973 und 1980. Initiator war der spätere Gymnasiallehrer Klaus Morsch. Als Herausgeber stießen Maximilian Schönherr und später Günther Hießleitner hinzu. Zu den Autoren gehörten u. a. Hans Georg Bulla, Margrit-Heide Irgang, Angelika Koller, Frank Witzel, Peter Paul Zahl und die spätere Kabarettistin Lioba Albus.
Die Gießkanne startete als Fortsetzung der 1973er Abiturzeitschrift des Gymnasiums der fränkischen Kleinstadt Haßfurt und blieb redaktionell über alle Erscheinungsjahre in Franken (Würzburg, Erlangen, Neuendettelsau) beheimatet. Die Redaktion versammelte aber bereits in den ersten Ausgaben Autoren aus dem ganzen Bundesgebiet. Die Hefte umfassten etwa 50 Seiten, bei Auflagen zwischen 300 und 1000 Exemplaren. Der Gießkanne-Verlag brachte neben den im grob halbjährlichen Rhythmus erscheinenden Anthologien Sonderhefte mit Werken einzelner Autoren heraus, etwa des Würzburger Lyrikers Ludwig Röder. Die Hefte wurden per Post oder durch den lokalen Buchhandel vertrieben. Die Herausgeber und Autoren gingen von Buchhandlung zu Buchhandlung, um dort die jeweils aktuelle Ausgabe auf Kommissionsbasis zu deponieren. Zu den größten Abnehmern gehörte die Münchner Autorenbuchhandlung.
Wie ihre Schwesterzeitschriften Federlese (München), Litfass (Berlin), Nachtcafé (Freiburg) oder Machwerk (Siegen) arbeitete auch Die Gießkanne auf Selbstkostenbasis, minimal unterstützt durch Kleinanzeigen lokaler Buchhandlungen, Gaststätten oder Druckereien. Die Autoren erhielten ebenso wie die Herausgeber kein Honorar.